# Dischistodus darwiniensis
 Dischistodus darwiniensis és una espècie de peix de la família dels pomacèntrids i de l'ordre dels perciformes.

## Morfologia
Els mascles poden assolir els 10,3 cm de longitud total.

## Distribució geogràfica
Es troba al Territori del Nord (Austràlia).